# 螺丝在拧紧
《螺丝在拧紧》（英語：The Turn of the Screw）是亨利·詹姆斯于1898年创作的中篇哥特式恐怖小說，首次于1898年1月27日-4月16日期间以连载的形式在《科利尔周刊》（Collier’s Weekly）上发表。1898年10月7日，该小说被收录于《两个魔法》（The Two Magics）一书，由麦克米伦出版公司在纽约出版，同时由海涅曼（Heinemann）出版社在伦敦发行。这部小说讲述了一位年轻的女家庭教師受聘到一个偏僻的乡村庄园中照顾两名孤儿的故事，随着故事线推进，她越来越相信孩子们被鬼魂附体了。《螺丝在拧紧》被视为哥特式小说和恐怖小说的经典之作。
在小说发表后的一个世纪里，关于这部小说的分析经历了几次重大的转变。最初的评论普遍将其视为一部简单的鬼故事。然而，到了1930年代，一些人提出，小说中的超自然现象可能只是女教师的幻想。到了1970年代，結構主義引发了新的讨论，人们开始认为小说中的模糊性是其核心特征。随着时间推移，文本的解读又结合了马克思主义和女性主义。然而，这些后期的解读方法仍存在争议。
这部小说曾多次被改编，包括1950年的百老汇舞台剧、1954年的歌剧、1961年和2020年的两部电影，以及2020年的一部迷你剧。

## 内容

### 书名
中国大陆出版的版本将这篇小说译为《螺丝在拧紧》；台湾与香港则将其译为《碧廬冤孽》。

### 情节
在圣诞节前夕，一位未透露姓名的叙述者与他的几位朋友围坐在火边。其中一位名叫道格拉斯（Douglas）的人开始朗读他妹妹的女家教在生前留下的手稿。手稿中讲述了这位女家庭教师受雇于一名男子的故事。该男子在其兄弟去世后，负责照顾他年幼的侄女和侄子。他主要居住在伦敦，此外在埃塞克斯的布莱（Bly）拥有一座乡间别墅。
男孩迈尔斯（Miles）在寄宿学校就读，而他年幼的妹妹弗洛拉（Flora）则住在布莱，由管家格罗斯太太（Mrs. Grose）照顾。弗洛拉的伯父，即女家庭教师的雇主，对养孩子不感兴趣，于是将全部抚养责任交给了她，明确表示她不得以任何形式打扰他。女家庭教师前往布莱，开始履行她的职责。
迈尔斯在校长的信件到达后不久从学校回来过暑假。信中通知监护人迈尔斯已被学校开除，但返回的迈尔斯却对此只字不提，而女家庭教师也犹豫着是否该询问这件事。她担心开除的背后藏着某个可怕的秘密，不过，由于她对这个男孩太过喜爱，便不想追问下去。
不久之后，女家庭教师在庄园的周围开始看到一个男人和一个女人的身影，她并不认识他们。这些身影随意出现和消失，家中的其他人都没有看到或质疑过他们。在女家庭教师看来，这些身影似乎是超自然的存在。她从格罗斯太太那里得知，前任女家庭教师杰赛尔小姐（Miss Jessel）和另一名贴身男仆彼得·昆特（Peter Quint）关系亲密。在他们去世前，杰赛尔和昆特经常和弗洛拉及迈尔斯待在一起。女家庭教师逐渐相信，这两个孩子知道幽灵的存在，并受到了它们的影响。
弗洛拉未经允许离开了房子，当时迈尔斯正为女家庭教师演奏音乐。女家庭教师注意到弗洛拉不见了，便与格罗斯太太一起去寻找她。她们在附近湖边找到弗洛拉，女家庭教师确信弗洛拉一直在与杰赛尔小姐的鬼魂交谈。女家庭教师看到了杰赛尔小姐，并认为弗洛拉也能看到她，但格罗斯太太却看不到。弗洛拉否认自己看到了杰赛尔小姐，并坚决表示她再也不愿见到新的女家庭教师。
女家庭教师决定让格罗斯太太带弗洛拉去找她的伯父，以摆脱杰赛尔小姐的影响。留下她独自与迈尔斯在一起时，迈尔斯终于承认自己是因为某句话被开除的，但他记不清自己说了什么，也不记得是对谁说的。昆特的鬼魂出现在窗边，女家庭教师挡住了试图去看鬼魂的迈尔斯。女家庭教师坚称迈尔斯已经摆脱了鬼魂的控制，但她发现迈尔斯已经在她怀中死去。

## 体裁

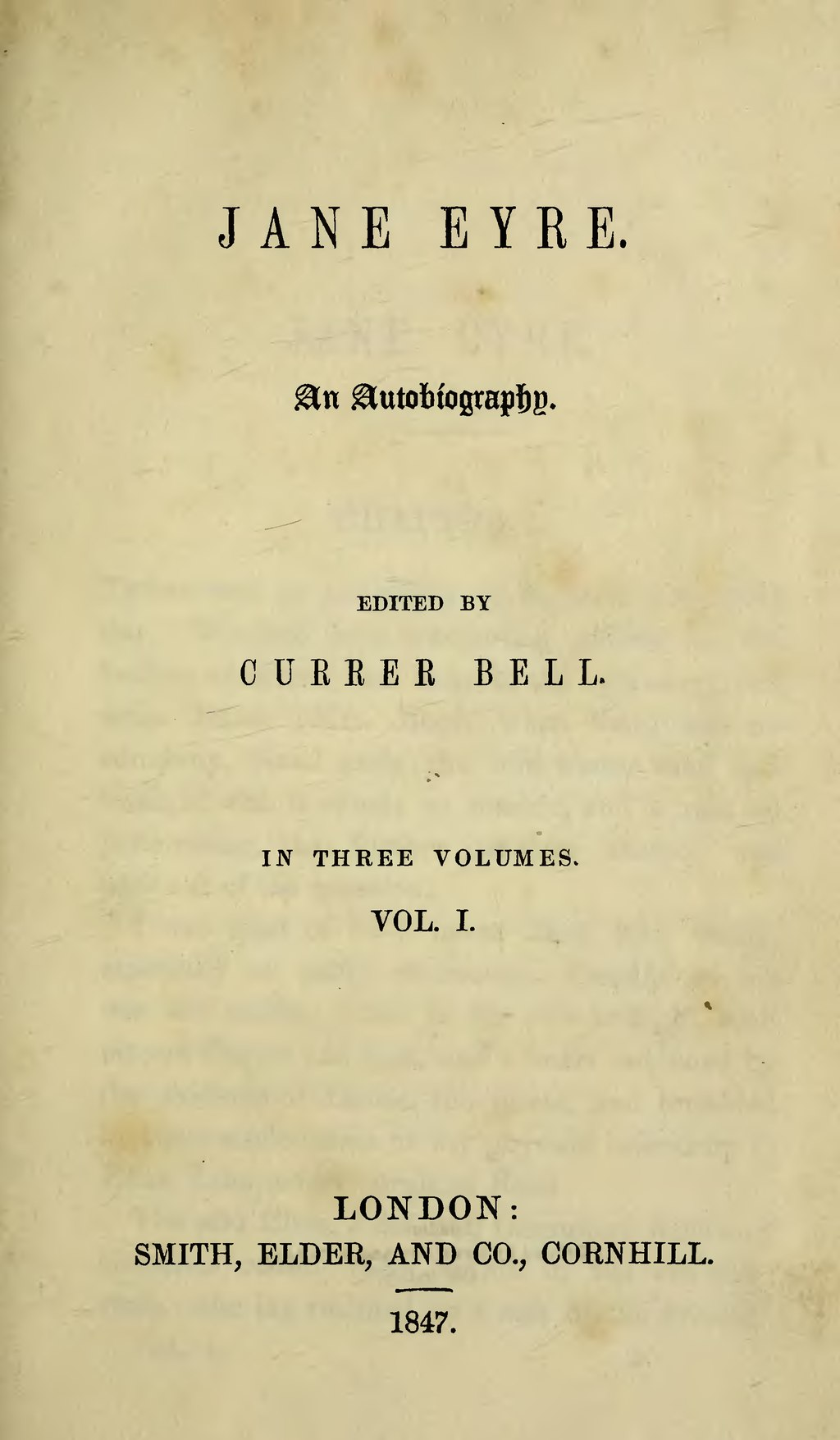
《螺丝在拧紧》经常被提及与《简·爱》有某种联系，并在一定程度上影射了这部小说

### 哥特式小说
作为一部哥特式小说，人们强调了夏綠蒂·勃朗特的《简·爱》对这篇小说的影响。《螺丝在拧紧》借鉴了《简·爱》中的阶级和性别主题，以及十九世纪中叶的背景。这部小说影射了《简·爱》，同时明确提及了安·拉德克利夫的哥特式小说《乌多尔福的奥秘》(The Mysteries of Udolpho，1794)，其中女家庭教师怀疑布莱庄园的阁楼里可能隐藏着一位秘密的亲属。一位評論家写道，小说中唯一一个不属于哥特幻想的确切事件是迈尔斯被学校开除。
尽管哥特元素对这部小说的影响显而易见，但它不能仅仅被归类为哥特小说。詹姆斯笔下的幽灵与传统哥特故事中的幽灵有所不同，那些幽灵往往令人恐惧，通常被鎖鏈束缚，而詹姆斯的幽灵则以他们生前的样子出现。同样，这部小说放弃了哥特小说的主要写作手法——离题，例如《科学怪人》和《德拉库拉》中的插叙，而是采用了一个完整且连续的叙事。

### 灵异故事和恐怖小说
受合同约束，詹姆斯必须在《科利尔周刊》上写一篇灵异故事。因此，一些人认为这部作品属于传统的鬼故事类型。 L. 安德鲁·库珀（L. Andrew Cooper）指出，《螺丝在拧紧》可能是通过第一人稱叙述来制造模糊性的著名鬼故事之一。唐纳德·P·科斯特洛（Donald P. Costello）引用了詹姆斯称自己作品为“精心设计的恐怖”（designed horror）的说法，并指出特定场景的效果取决于谁在叙述情节。当女家庭教师直接描述她所见到的情景时，效果是恐怖的；而当她只是发表评论时，效果则变成了“令人迷惑的”。在1983年对恐怖题材的非虚构调查中，作家斯蒂芬·金将《螺丝在拧紧》和1959年的《鬼入侵》称为一个世纪以来仅有的两部伟大的超自然恐怖作品。他认为，这两部作品都包含了“最好永远不被揭露的秘密和最好永远不被说出口的事情”，并指出这正是恐怖的核心。吉莉安·弗琳称该小说是史上最令人毛骨悚然的鬼故事之一。
几位传记作者指出，詹姆斯对唯灵论很熟悉，至少将其视为一种娱乐。他的哥哥威廉·詹姆士则是超自然现象的积极研究者。当时的科学探索对鬼魂的存在充满好奇，当时的科学研究对鬼魂的存在非常感兴趣，而詹姆斯对彼得·昆特和杰赛尔小姐的描写——黑衣肃穆，更符合科学文献中的鬼魂形象，而非虚构故事中的典型幽灵。道格拉斯这个角色自称是剑桥大学三一学院的学生，并且，詹姆斯当时知道该学院有人在研究超自然现象。目前，詹姆斯是否相信鬼魂的存在尚无定论。

## 背景

### 作者及创作背景
到1890年代，詹姆斯的读者数量自《黛西·米勒》取得成功后逐渐减少，财务方面也遇到了困难。此外，他的健康状况也日益恶化，痛风愈发严重。而且他的几位密友也相继去世，包括他的妹妹、日记作家爱丽丝·詹姆斯（Alice James），罗伯特·路易斯·史蒂文森和康斯坦斯·费尼莫尔·伍尔森（Constance Fenimore Woolson）。 在1895年10月的一封信中，詹姆斯写道：“我到处都能看到鬼魂。”  在1895年1月12日的日记中，詹姆斯讲述了两天前坎特伯雷大主教爱德华·怀特·本森（Edward White Benson）在他家中招待詹姆斯喝茶时讲述的一个鬼故事。这个故事与后来的《螺丝在拧紧》有着惊人的相似之处，情节中堕落的仆人在生前和去世后都对儿童造成了负面的影响。
1897年末，詹姆斯受聘为插图杂志《科利尔周刊》撰写一部分为十二期连载的鬼故事。刚刚在東薩塞克斯郡的拉伊租下一处房子，签了21年的租约的詹姆斯，欣然接受了这份带来额外收入的工作 。《科利尔周刊》向詹姆斯支付了900美元（相当于2019年的27,659美元）作为连载版权费。1897年早些时，《小册子》（The Chap-Book）曾支付给詹姆斯150美元（相当于2019年的4,610美元），用于连载和出版《梅奇知道什么》（What Maisie Knew）的版权。
詹姆斯觉得手写很吃力 ，所以只将其用于写日记。 而他则通过口述的方式来创作《螺丝在拧紧》：他的秘书威廉·麦克阿尔卑斯（William MacAlpine）会用速记的方式记录下詹姆斯所说，并在第二天给他带来打印好的稿件。然而，这种延迟让詹姆斯感到沮丧，他最终决定购买一台雷明顿打字机，并直接向麦克阿尔卑斯口述内容。1897年12月，詹姆斯写信给他的嫂子说：“我终于完成了我的小书。” 

### 出版及后续修订
《螺丝在拧紧》首次发表在《科利尔周刊》上，连载了12期（1898年1月27日至4月16日）。标题插图由約翰·拉·法爾熱创作，描绘了女家庭教师搂着迈尔斯的场景。每集的插图则由埃里克·佩普（Eric Pape）绘制。

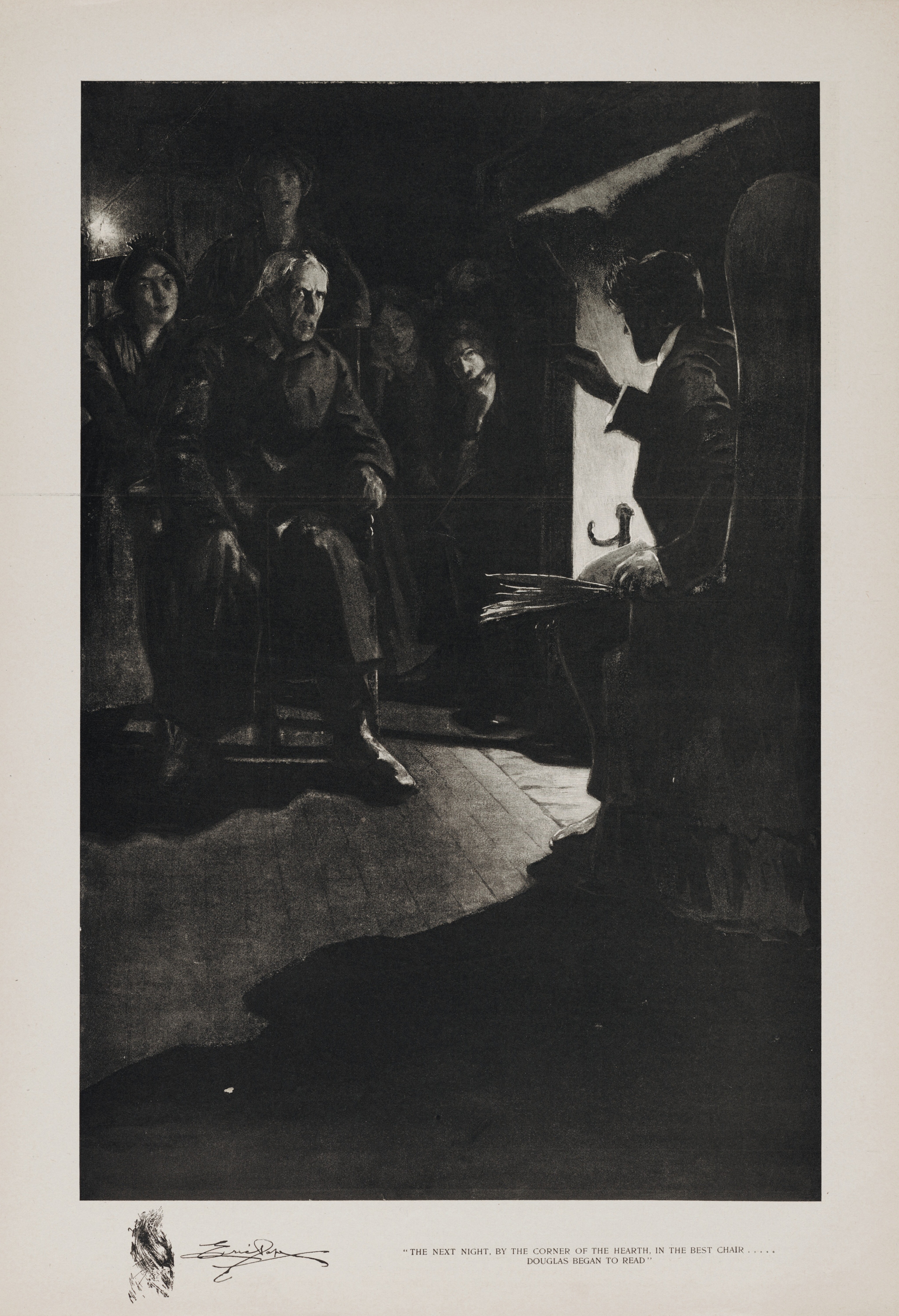
“第二天晚上，道格拉斯坐在壁炉角落那把最好的椅子上……开始了阅读”
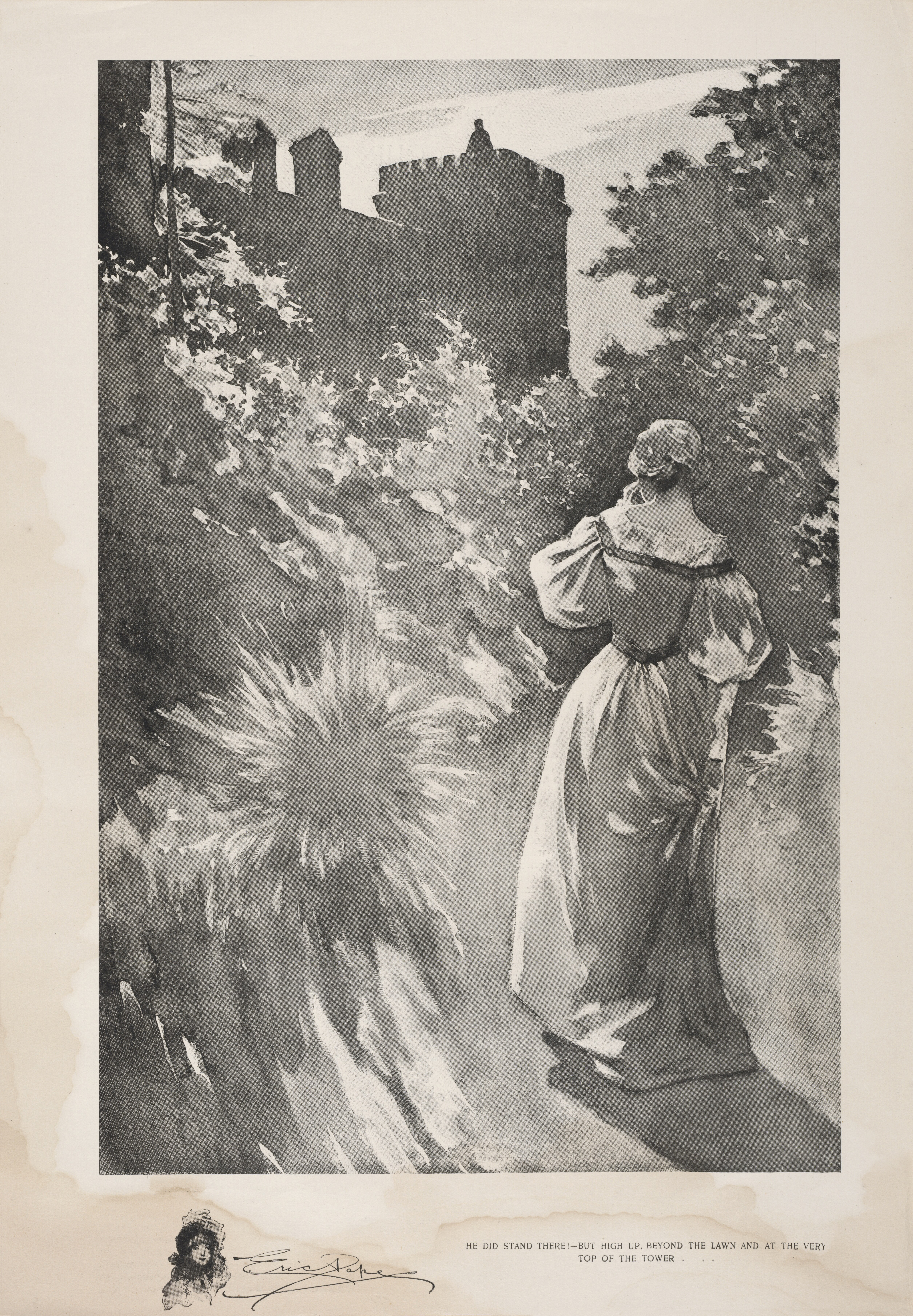
“他确实站在那里！—但在高处，位于草坪上方，就在塔楼的最顶端。”
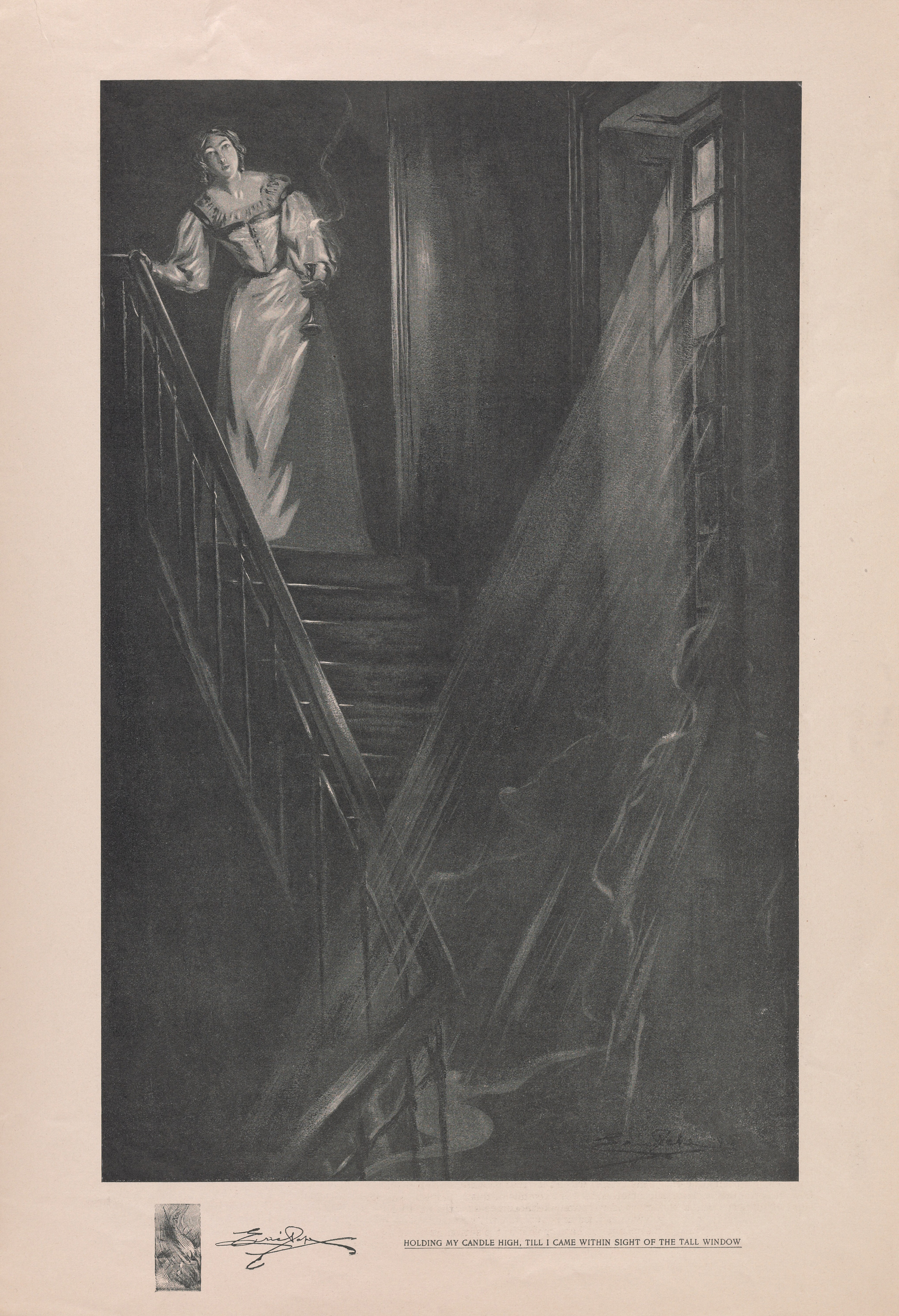
“我高举着蜡烛，直到看见那扇高大的窗户”
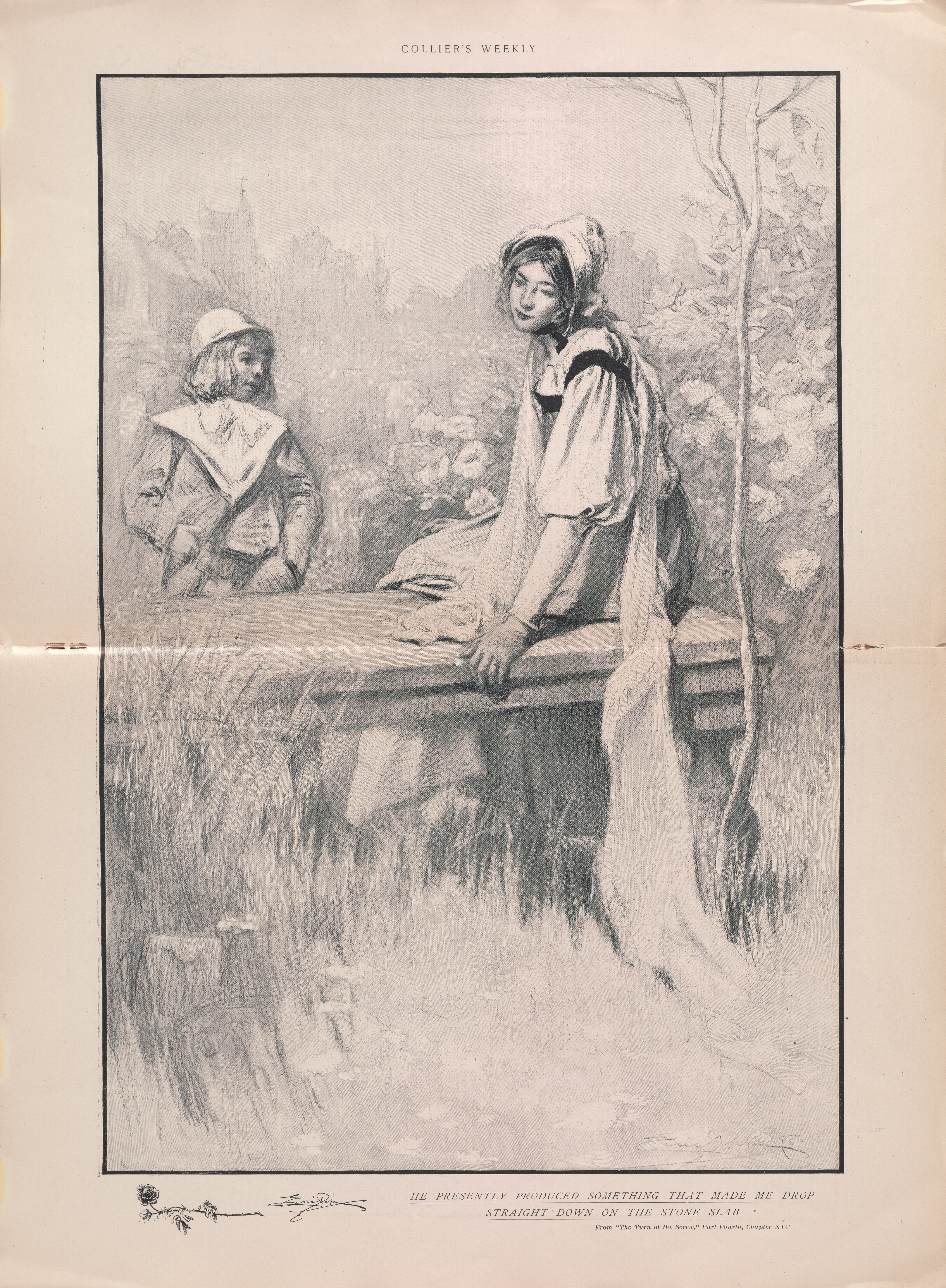
“他说的话让我直接瘫坐在了石板上”
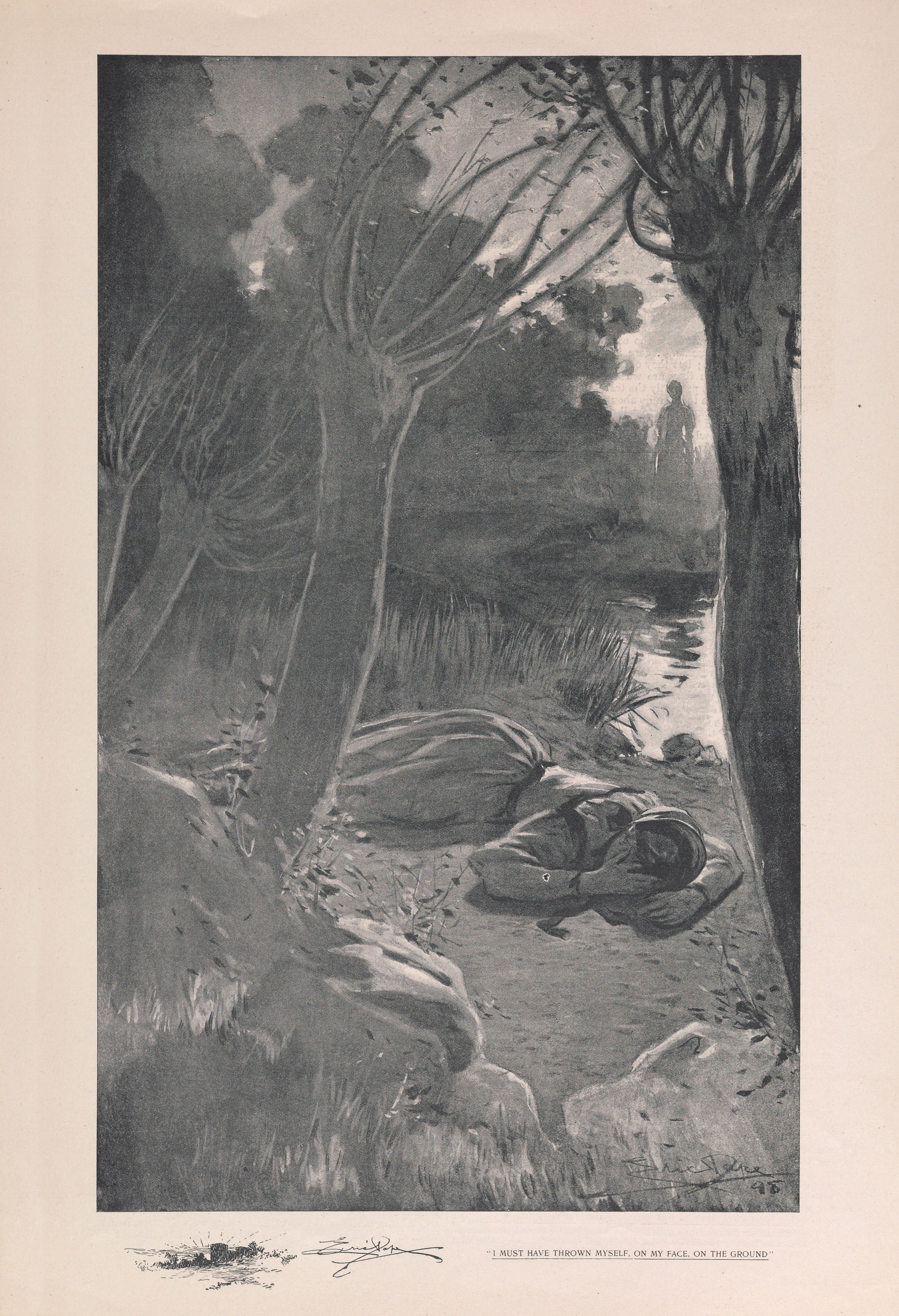
“我一定是扑倒在了地上。”

1898年10月，这部小说与短篇故事《被掩盖的真相》（Covering End）一起，以《两个魔法》为书名出版，由纽约的麦克米伦出版社和伦敦的海涅曼出版社发行。
出版十年后，詹姆斯对纽约版《螺丝在拧紧》进行了修订，詹姆斯进行了许多修改，但大多数都是细节，比如将“说明”（utter）改为“表达”（express）；叙事本身没有发生改变。纽约版最重要的贡献是詹姆斯在前言中对该小说的创作过程及影响进行了回顾性阐述。詹姆斯在其中提到，他知晓超自然现象方面的研究。在前言中，詹姆斯仅简要提到了故事最初以杂志连载的形式发表。2016年，克里斯汀·麦克劳德（Kirsten MacLeod）引用詹姆斯的私人通信，指出他对连载形式抱有强烈的反感。

## 反响

### 早期评价
早期的评价强调了这部小说的惊悚，且大多数人认为这只是一个简洁却精彩的灵异故事。根据学者特里·海勒（Terry Heller）的说法，大多数早期评论家将这部小说视为一部卓越的哥特小说。
《螺丝在拧紧》的早期评论之一发表在《纽约时报》周六书评与艺术专刊上，称其堪比罗伯特·路易斯·史蒂文森（Robert Louis Stevenson）的《化身博士》。评论者认为这部作品成功地探讨了邪恶，尤其是作品中指出了鬼魂对儿童和女家庭教师的影响。学者特里·海勒指出，孩子们在早期评论中占据了重要位置，因为这部小说打破了维多利亚时期对孩童纯真无邪的观念。
认为小说中的鬼魂是真实存在的观点通常被称为“幽灵派诠释”（apparitionist interpretation）  ；相反的观点则被称为“非幽灵派诠释”（non-apparitionist）在1918年的一篇文章中，弗吉尼亚·吴尔夫写道，杰赛尔小姐和彼得·昆特“既没有鬼魂实体，也没有独立存在” 。吴尔夫并未暗示这些鬼魂是幻觉，而是和其他早期评论家一样，认为它们象征着女家庭教师对世界上邪恶日益增长的意识。她指出，故事的力量在于使读者意识到，小说能够将他们的思维引向黑暗的深处。

### 精神分析
在1934年，文学评论家爱德蒙·威尔逊（Edmund Wilson）提出，鬼魂只是女家庭教师的幻觉，而她可能患有性压抑。威尔逊以她作为乡村牧师女儿的背景为证据，暗示她对雇主产生了迷恋。在威尔逊的文章之前，另一位评论家埃德娜·肯顿（Edna Kenton）也有过类似的观点，但威尔逊作为文学评论家的声望彻底改变了有关这部小说的分析。威尔逊大量借鉴了肯顿的观点，但明确地使用了弗洛伊德术语 。例如，他指出，女家庭教师第一次看到昆特是在一座象征着男性生殖器的塔楼上。1965年出版了一部对小说进行深入阅读的书籍，该书以威尔逊的弗洛伊德分析为基础，描绘了女家庭教师日益疯狂和歇斯底里的形象。詹姆斯传记的作者莱昂·埃德尔（Leon Edel）写道，困扰孩子们的不是鬼魂，而是女家庭教师。
虽然许多人支持威尔逊的理论，但这并不是权威的观点。罗伯特·B·海尔曼（Robert B. Heilman）是“幽灵派诠释”的重要倡导者，他认为这个故事是一部关于善与恶的霍桑式寓言 。批评威尔逊文章的学者也指出，道格拉斯在序言中对女家庭教师性格的正面描述发生在她去世后。最关键的是，他们指出女家庭教师对鬼魂的描述使得格罗斯夫人能够在女家庭教师知道彼得·昆特存在之前就认出是他。第二个观点使威尔逊“暂时撤回了他的论点”。在威尔逊后来的修订中，他认为女家庭教师已经通过格罗斯太太得知了布莱庄园中有另一个男性存在过。

### 结构主义
20世纪70年代，人们开始将结构主义者茨維坦·托多洛夫关于“奇幻文学”的概念应用于这部小说中。托多洛夫强调了在具有超自然元素的故事中“犹豫”的重要性，人们在詹姆斯的这篇小说中发现了大量这样的例子。例如，读者的同情心可能在孩子与女家庭教师之间摇摆不定，而小说则在鬼魂是否存在之间犹豫不决。克里斯汀·布鲁克-罗斯（Christine Brooke-Rose）在一篇分为三部分的文章中提出，长期以来备受争议的模糊性其实是这篇文章的核心，但这一点却一直被忽视。从20世纪80年代起，人们逐渐停止对文章的叙事元素提出具体质疑，转而承认其中许多元素根本无法明确解释。
关注的重点从鬼魂是否真实转移到了詹姆斯创造并保持文本的模糊性。一项研究分析了詹姆斯在这部小说中对两个段落所做的修订，并得出了以下结论：詹姆斯并不是追求清晰，而是创造了一个以任何角度都无法明确解释的作品。
这一观点至今仍被许多评论家所支持，例如乔瓦尼·博蒂罗利（Giovanni Bottiroli） ，他认为文本模糊性有意存在的证据可以在小说开头找到。当时，道格拉斯告诉听众，女家庭教师只向他提及了在布莱发生的事件，而听众会“很容易判断”原因。博蒂罗利认为，道格拉斯对听众的这番话也是在对读者讲话，暗示他们会“轻松判断”鬼魂是否真实存在。

### 马克思主义和女权主义
当关于鬼魂是否真实存在的争论在文学评论中逐渐平息后，人们开始将其它的理论框架应用于这部小说。马克思主义者认为，学者对詹姆斯语言的关注转移了对文章中阶级问题的探讨。在精神分析方面的解读中，孩子们的伯父通常作为女家庭教师的执念出现，而有些评论家则认为他象征着自私的上层阶级。希思·穆恩（Heath Moon）指出，这位伯父抛弃了他失去双亲的侄女和侄子，转而选择在伦敦独自过单身生活。还有评论指出，格罗斯太太对昆特和杰赛尔小姐关系的反感，反映了维多利亚时代人们对跨越社会阶层关系的不满。由于詹姆斯生活的时期，印度还是英国的殖民地，因此迈尔斯和弗洛拉的父母在印度去世的情节，成为后殖民主义解读这部小说的一个固定主题。
对女家庭教师的研究已成为女性主义分析这篇小说的重要部分。普莉希拉·沃尔顿（Priscilla Walton）指出，詹姆斯在故事的开端贬低了女性讲述故事的能力，并将《螺丝在拧紧》视为詹姆斯为女性代言的作品。其他人对詹姆斯的看法则更为积极。保拉·马兰兹·科恩（Paula Marantz Cohen）将詹姆斯对女家庭教师的描写与西格蒙德·弗洛伊德（Sigmund Freud）对一位名叫朵拉（Dora）的年轻女性的描写进行了比较。科恩指出，弗洛伊德把朵拉的问题仅仅归纳为其症状的方式，与爱德蒙·威尔逊等人将女家庭教师归纳为性压抑的做法类似。

## 改编

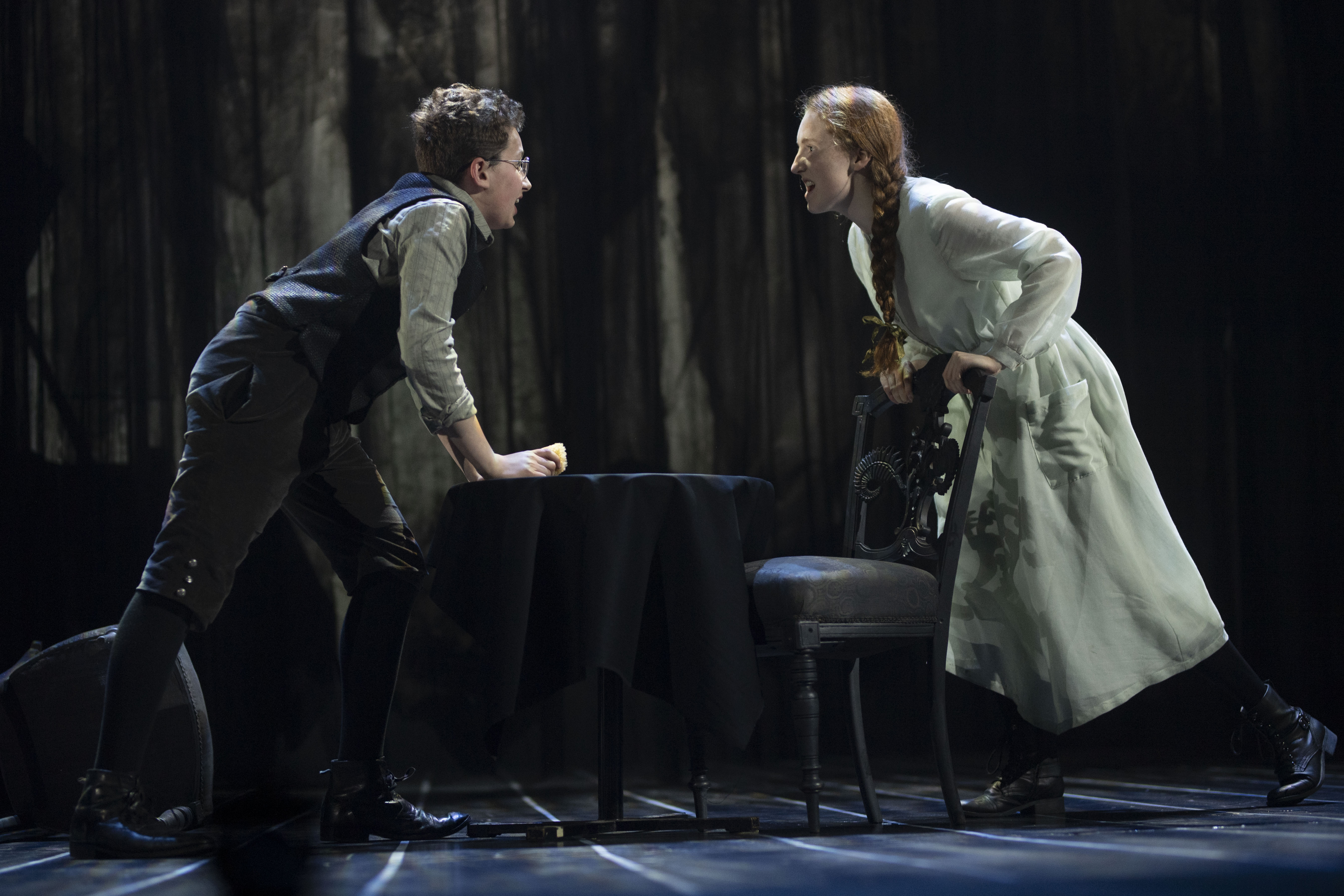
亚历克萨·哈伍德 （Alexa Harwood） 和亚历山德罗斯·斯威特（Alexandros Swallow） 在2019年新西兰歌剧院由托马斯·德·马莱特·伯吉斯 （Thomas de Mallet Burgess） 执导的剧院作品中分别饰演弗洛拉和迈尔斯

《螺丝在拧紧》被以多种形式改编与重新演绎。许多的改编作品也在关于亨利·詹姆斯和新维多利亚文化的学术文献中得到了分析。

### 剧集
这部小说被本杰明·布里顿改编成了歌剧，于1954年首演，并且该歌剧多次被拍摄成电影 。此外，小说还被路易吉·扎尼内利（Luigi Zaninelli）改编成1980年的芭蕾舞乐曲，且1999年，威尔·塔基特（Will Tucket）又将其改编为皇家芭蕾舞团的芭蕾舞剧。
1950年，哈罗德·品特执导了改编自《螺丝在拧紧》的百老汇话剧《无辜者》（The Innocents）。杰弗里·哈彻（Jeffrey Hatcher）以《螺丝在拧紧》为名的改编版本于1996年在缅因州波特兰首演，并于1999年在外百老汇上演。另一部同名改编作品由丽贝卡·伦基维奇（Rebecca Lenkiewicz）和哈默（Hammer）联合制作，于2013年1月在伦敦阿尔梅达剧院（Almeida Theatre）上演。

### 电影
这部小说还有许多电影改编作品。其中，杰克·克莱顿（Jack Clayton）执导的《无辜者》（The Innocents，1961）和迈克尔·温纳的《夜行者》（The Nightcomers，1972）就是两个著名的例子。其他的电影改编包括：拉斯蒂·莱莫兰德（Rusty Lemorande）于1992年制作的同名改编（故事设定在1960年代）、 埃洛伊·德·拉·伊格莱西亚（Eloy de la Iglesia）执导的西班牙语作品《另一种选择》（Otra vuelta de tuerca，1985）、安东尼·阿洛伊（Atoni Aloy）执导的《意识的存在》（Presence of Mind，1999），以及多纳托·罗图诺（Donato Rotunno）执导的《黑暗中的地方》（In a Dark Place，2006）。虽然《小岛惊魂》并非改编，但还是与詹姆斯的这篇小说有一些共同主题。2018年，导演弗洛里亚·西吉斯蒙迪（Floria Sigismondi）在爱尔兰的基尔鲁德里庄园（Kilruddery Estate）拍摄了一部名为《转动》（The Turning）的改编版。
电视电影方面，涵盖了：1959年，由约翰·弗兰肯海默执导、英格丽·褒曼主演的美国改编作品《福特时光》（Ford Startime）； 1962年的西德电影《罪恶天使》（Die sündigen Engel）；1974年由丹·卡特斯（Dan Curtis）执导，由威廉·F·诺兰（William F. Nolan）改编的改编版；1974年的法国改编作品《螺丝在拧紧》（Le Tour d’écrou）；1982年由彼得·维格尔（Petr Weigl）执导的改编版（主要由捷克演员对口型演出） ；1990年由格雷厄姆·克利福德（Graeme Clifford）执导的改编版；1995年由汤姆·麦克劳林（Tom McLoughlin）执导的《海伦·沃克的幽灵》（The Haunting of Helen Walker）；1999年由本·博尔特（Ben Bolt）执导的改编版本；2003年由尼克·米拉德（Nick Millard）编剧并执导的低成本版本；2009年的意大利语电影《湖的秘密》（Il mistero del lago）；以及2009年由桑迪·威尔奇（Sandy Welch）改编的《碧芦冤孽》，由米歇尔·道克瑞、丹·史蒂文斯和苏·约翰斯顿（Sue Johnston）主演。2015年，一部名为《通过阴影》（Através da Sombra）的巴西电影，只将书中角色名字和故事地点进行了更改，以便让其更符合巴西的背景。

### 文学
詹姆斯学者阿黛琳·R·廷特（Adeline R. Tintner）指出，《螺丝在拧紧》对许多文学作品产生了影响，包括：
弗朗西丝·霍奇森·伯内特的《秘密花园》、伊丽莎白·泰勒（Elizabeth Taylor）的《可怜的女孩》（Poor Gir, 1951）、鲁默·戈登（Rumer Godden）的《孔雀之春》（The Peacock Spring, 1975）、彼得·施特劳布的《鬼故事》（Ghost Story, 1975）、乔伊斯·卡罗尔·欧茨的《布莱庄园被诅咒的居民》（The Accursed Inhabitants of House Bl, 1994），以及希拉里·贝利（Hilary Bailey）的《迈尔斯与弗洛拉》（Miles and Flora, 1997）。
其他作者改编的小说还包括萨拉·沃特斯的《亲密》（Affinity, 1999）、A·N·威尔逊（A. N. Wilson）的《嫉妒的鬼魂》（A Jealous Ghost, 2005）、约翰·哈丁（John Harding）的《弗洛伦斯与吉尔斯》（Florence & Giles, 2010），以及詹妮弗·克鲁西（Jennifer Crusie）的《也许这次》（Maybe This Time, 2010）。
受到《螺丝在拧紧》启发的青年文学包括：弗朗辛·普罗斯（Francine Prose）的《转动》（The Turning, 2012） 和阿黛尔·格里芬（Adele Griffin）的《更紧》（Tighter, 2011）。2019年，露丝·韦尔的小说《钥匙在转动》（The Turn of the Key）将故事的背景设定在了21世纪。

### 电视
《螺丝在拧紧》还对电视节目产生了影响：
1968年12月，ABC日间剧《黑暗阴影》（Dark Shadows）中有一个基于《螺丝在拧紧》的故事情节。在这个故事里，昆廷·柯林斯（Quentin Collins）和贝斯·查韦斯（Beth Chavez）的鬼魂在柯林伍德（Collinwood）的西翼徘徊，附身于住在大宅中的两个孩子身上。 巴纳巴斯·柯林斯（Barnabas Collins）穿越回过去，试图阻止昆廷的死亡并终止这种附身行为。
在《星际迷航：重返地球》 的早期剧集《引导》（Cathexis）、《学习曲线》（Learning Curve）和《视线持久》（Persistence of Vision）中， 凯瑟琳·珍妮薇舰长在全息甲板上的表演，似乎是改编自《螺丝在拧紧》的全息小说《珍尼威·兰姆达一号》（Janeway Lambda one）。
这部小说在1981年被改编为了墨西哥迷你剧《螺丝在拧紧》（Otra vuelta de tuerca）。2020 年， Netflix将这篇小说改编为《鬼莊園》 ，作为迈克·弗拉纳根恐怖系列《鬼入侵》的第二季 。